# Västbergsvallen
Västbergsvallen är en by i Härjedalens kommun. Belägen vid Lofsåns södra strand, ca 30 km sydöst om Lofsdalen. Tidigare fäbodvall under gården Västberget i Herrö. Bas för Lofsåns jaktlag.